# Castillo de Rozafa
El castillo de Rozafa (en albanés, Kalaja e Rozafës) es un castillo situado sobre la ciudad de Shkodër, en el noroeste de Albania. Se encuentra situado en una colina a 130 m sobre el nivel de mar y rodeado por los ríos Bojana y Drin. Shkodër es la capital del condado de Shkodër, una de las ciudades más viejas e históricas de Albania, así como un centro cultural y económico de importancia.

## Historia
Debido a su ubicación estratégica, el cerro ha sido habitado desde la antigüedad. Fue un baluarte ilirio hasta que este fue capturado por los romanos en 167 a. C.
El escritor y explorador alemán del siglo XIV Johann Georg von Hahn sugirió que la antigua ciudad medieval de Shkodër estaba localizado inmediatamente al sur del cerro de Rozafa, entre el cerro y la confluencia de los ríos Buna y Drin. Las fortificaciones que se han sido preservados son mayoritariamente de origen veneciano. El castillo ha sido el sitio de varios asedios famosos, incluyendo el asedio de Shkodra por los otomanos en 1478 y el asedio de Shkodra por los Montenegrinos en 1912. El castillo y su entorno conforman un Parque Arqueológico de Albania.

## Galería de imágenes

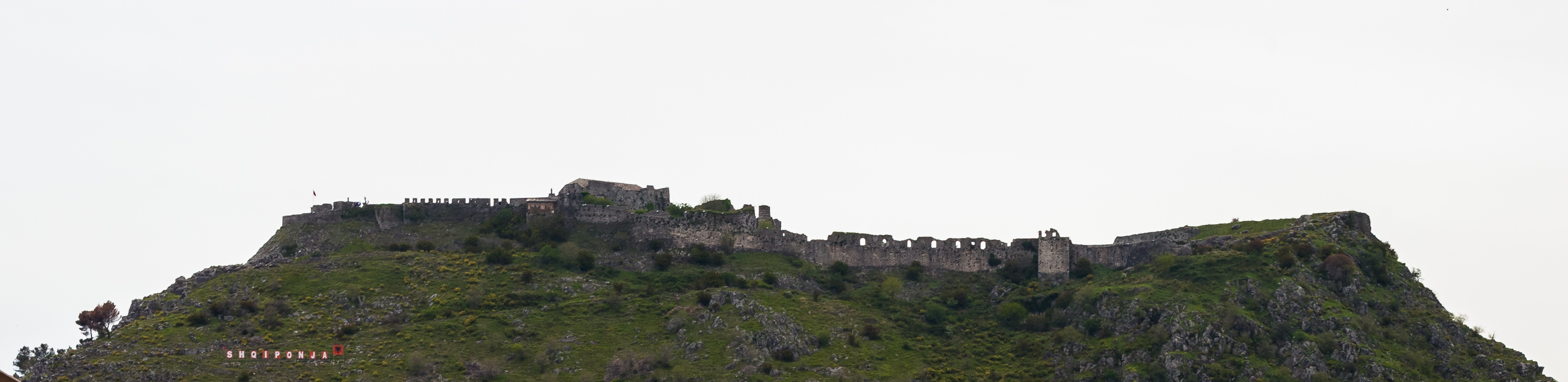
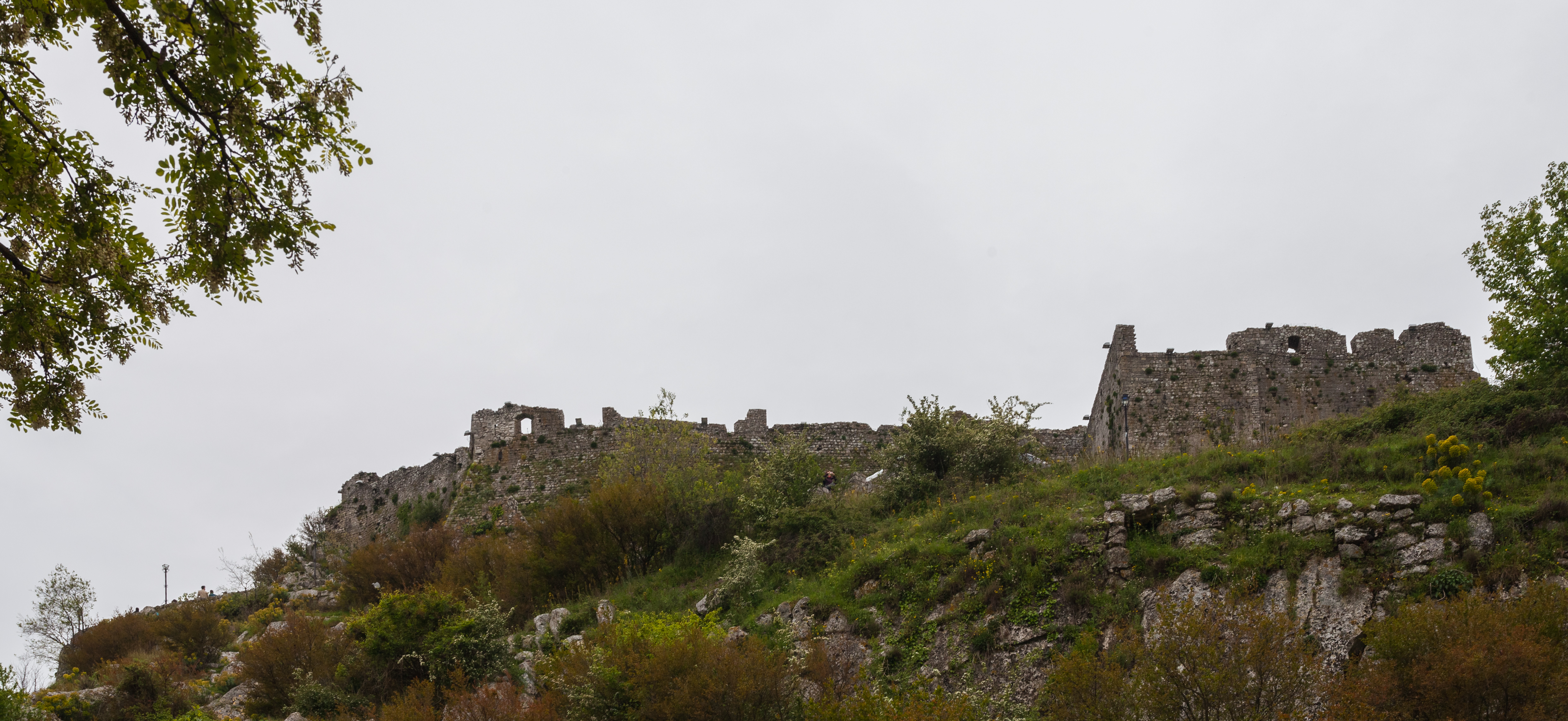
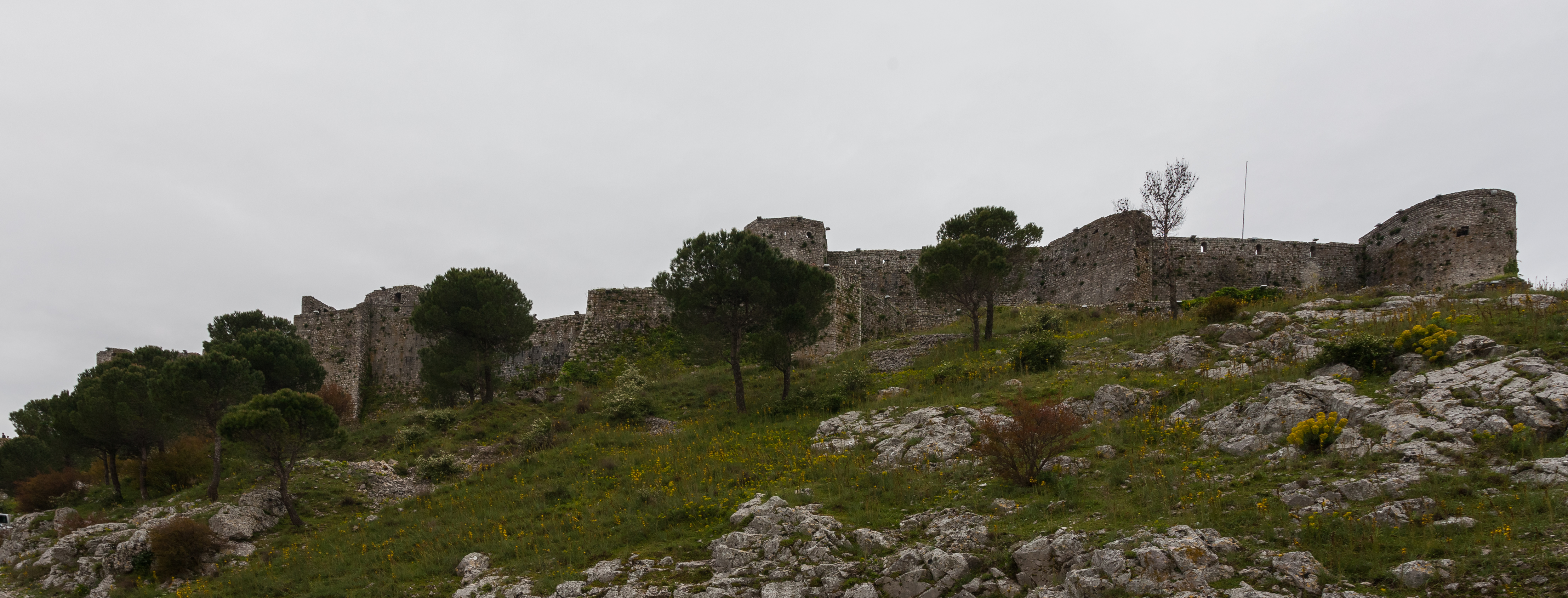
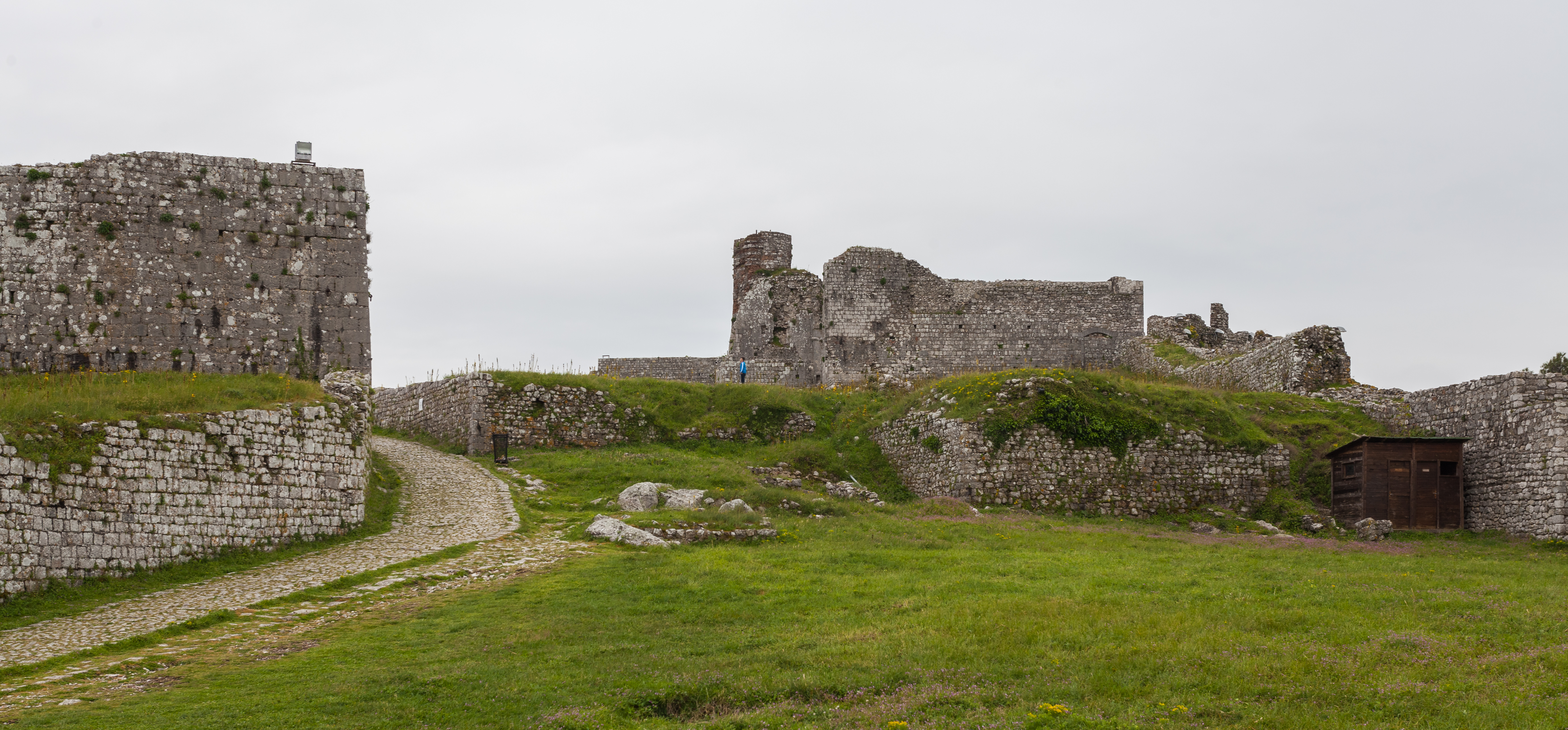
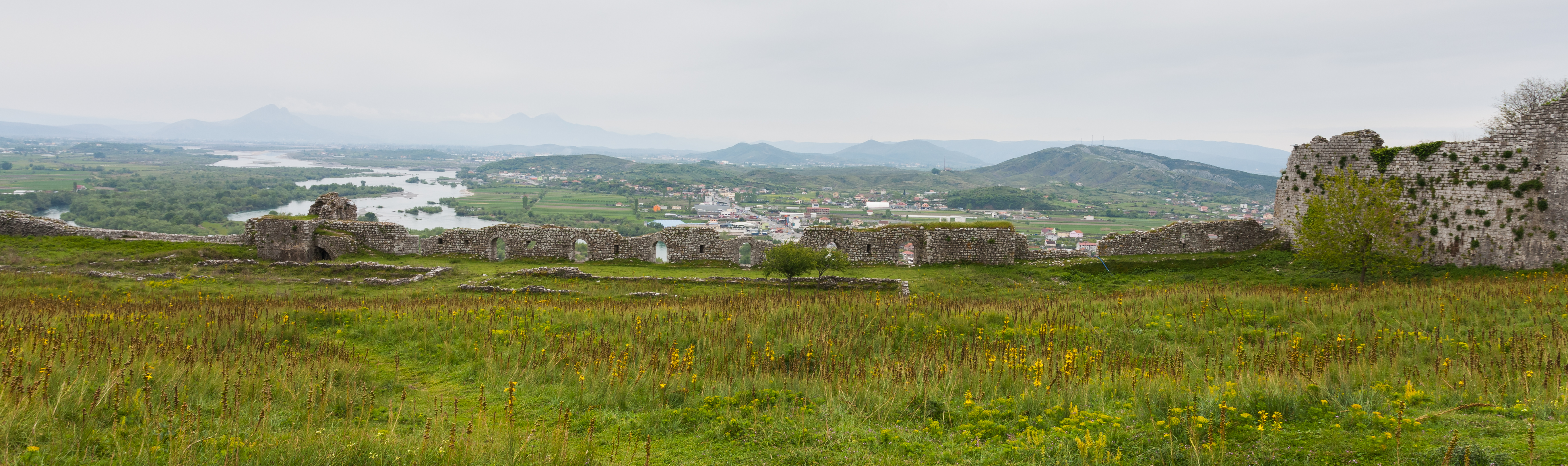
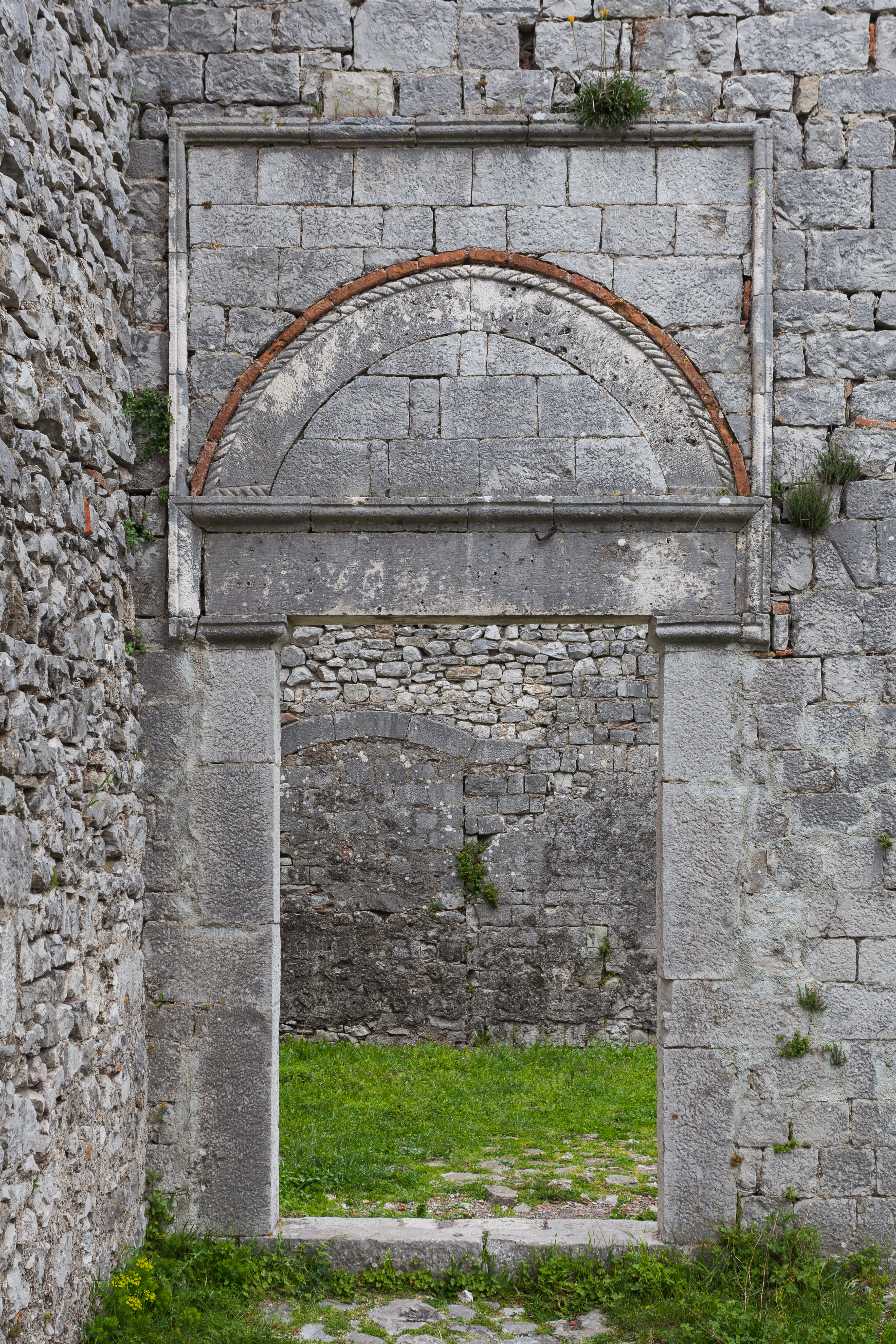
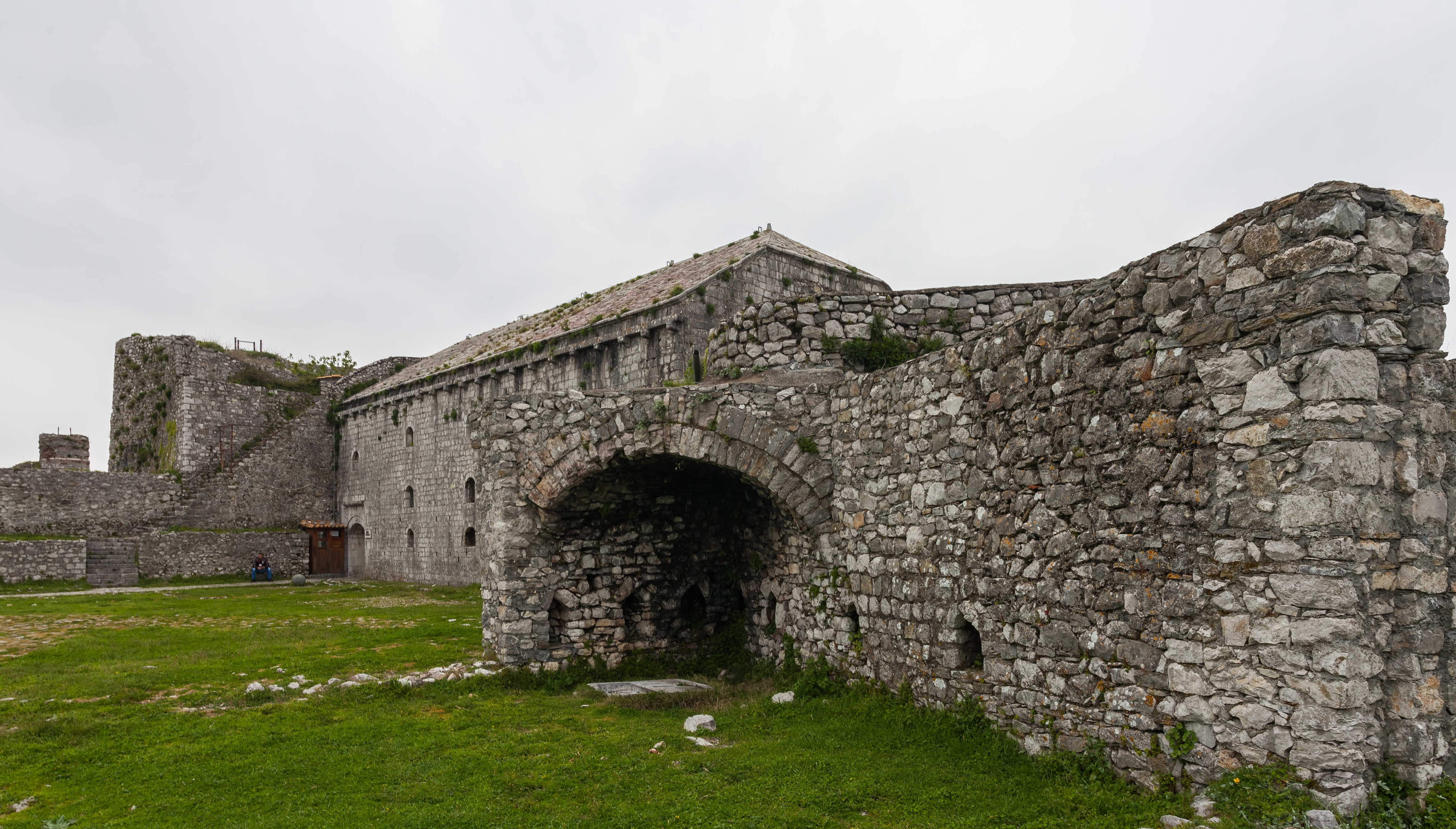
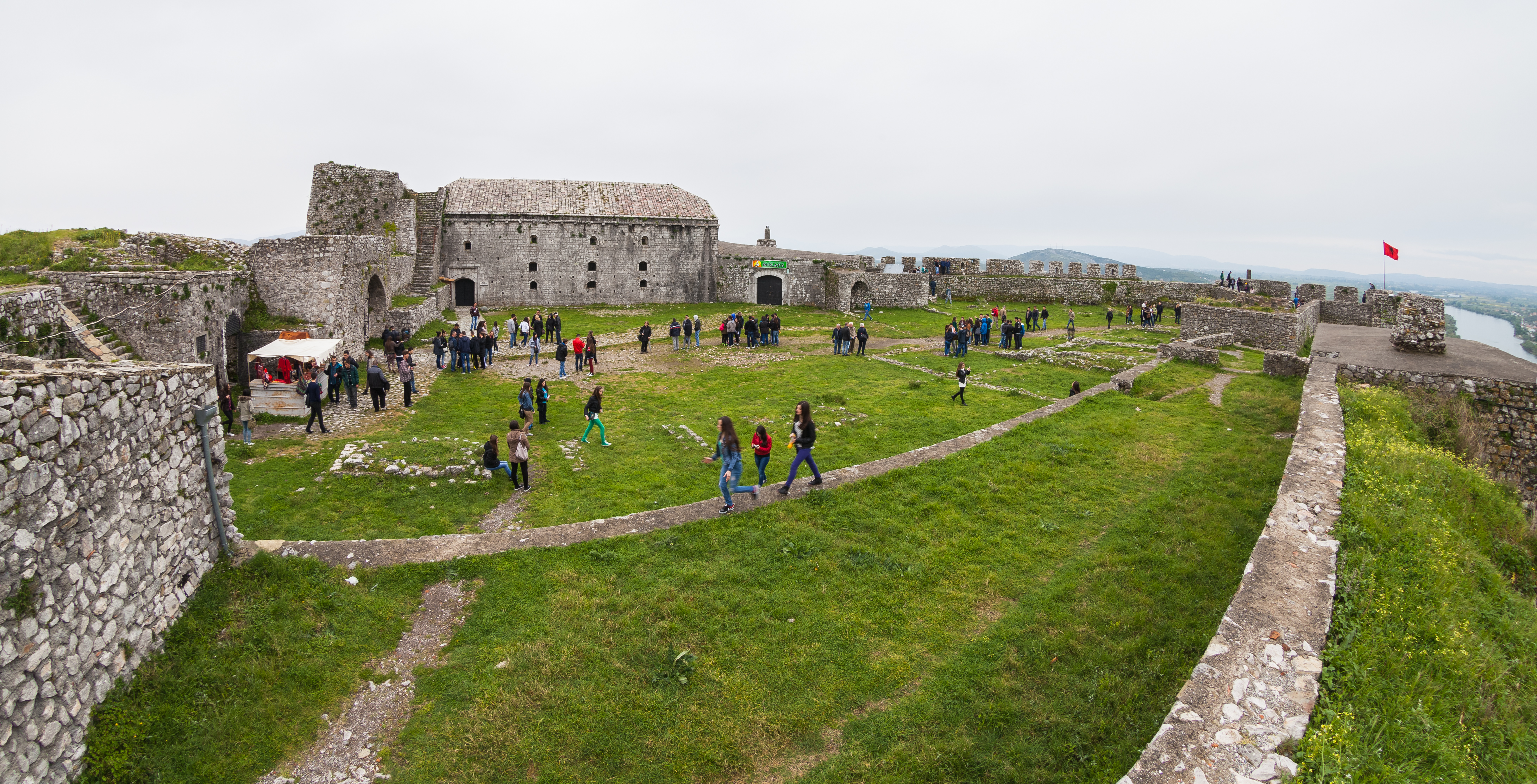
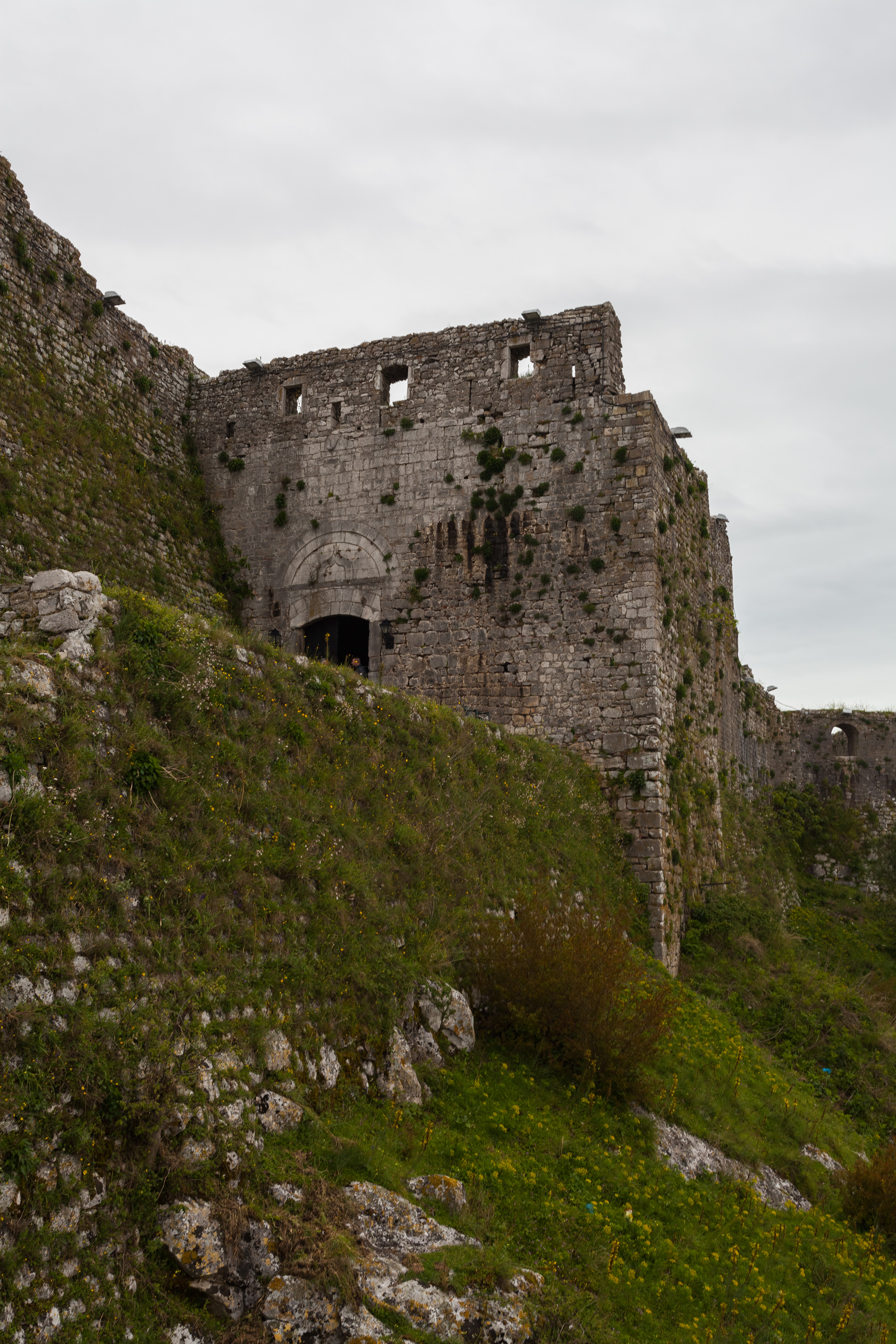